# Flux (partido político)
Flux es un movimiento político que busca reemplazar las legislaturas electas en el mundo con un nuevo sistema conocido como democracia directa basada en problemas (o IBDD, por siglas en inglés issue-based direct democracy). Flux fue fundado y es más activo en Australia, pero también está activo internacionalmente, con un grupo existente en Brasil.
La constitución del Partido Flux le otorga al líder del partido los poderes de un "dictador benévolo ", ya que los miembros no pueden votar sobre las decisiones del partido. En 2016, el Partido Flux recibió donaciones por un total de AU$185,121.26 de ExO One, anteriormente conocido como The Flux Startup Pty Ltd. El partido niega que ExO One sea una entidad asociada.
IBDD es similar a la democracia líquida, aunque hay algunas diferencias. En IBDD, los votantes todavía tendrían el derecho de votar directamente en cada tema o delegar su voto a otra persona, pero a diferencia de la democracia líquida, los votos no utilizados se pueden intercambiar por créditos con otros votantes. Cada votantes recibiría el mismo número de créditos al comienzo de cada año.